# 最後のサヨナラ
「最後のサヨナラ」（さいごのサヨナラ）は、2016年3月16日にSony RecordsよりリリースされたJY（知英）の1枚目のシングルである。

## 概要
K-POPグループ・KARAの元メンバーであり、日本を拠点に女優・モデルとして活動する知英（ジヨン）のソロアーティスト名義・JYとしてのデビューシングルである。
表題曲「最後のサヨナラ」は、2016年1月から3月にかけて放送された日本テレビ系水曜ドラマ「ヒガンバナ〜警視庁捜査七課〜」の主題歌にタイアップされ、JY（知英）本人もメインキャラクターを演じた。

## 収録曲

### CD
1. 最後のサヨナラ
  - 作詞・作曲：山本加津彦
  - 日本テレビ系水曜ドラマ「ヒガンバナ〜警視庁捜査七課〜」主題歌
2. さよなら私の少女
  - 作詞：JY、黒崎ジュン、作曲：黒崎ジュン
3. オリビアを聴きながら
  - 作詞・作曲：尾崎亜美
  - 原曲：杏里
4. 最後のサヨナラ -Instrumental-

### 初回生産限定盤同梱DVD
- 最後のサヨナラ MusicVideo -secret edit-

## 収録アルバム
- Many Faces～多面性～（#1）